# Співбесіда
Співбесіда — один із етапів прийому на роботу, членства в різних організаціях та партіях. Співбесіда — це інтерв'ю, яке складається з бесіди кандидата на посаду та представника роботодавця. Метою роботодавців на співбесіді є оцінка здібностей і особистості кандидата, чи здатний він виконувати певну роботу і займати певну посаду, а мета шукачів роботи — зрозуміти чи відповідає посада, умови праці і компанія його вимогам.
Співбесіда є основним методом відбору персоналу. Як правило, співбесіду проводять HR-менеджери, рекрутери або керівники підрозділу.
Існує декілька методів проведення співбесіди:
- Структурована співбесіда
- Ситуаційна співбесіда
- Проективна співбесіда
- Співбесіда за компетенцією
- Стресова співбесіда

Досвідчені HR-менеджери обирають підходящий в залежності від вакантної посади і специфіки компанії. 

## Стратегії підбору персоналу
На співбесіді оцінюється широкий спектр характеристик кандидата. Можна поділити на ці характеристики на ті, що пов'язані з роботою, на ті що пов'язані з особистістю, та на ті, що не відносяться до роботи і основані на упередженнях інтерв'юера.
До характеристик пов'язаних з роботою, належать навички, кваліфікації, досвід на освіта кандидата. Тобто це все те, які дає змогу людині виконувати її роботу. Інтерв'юери оцінюють знання кандидатів, наскільки його попередній досвід буде корисним у новій роботі та який потенціал він має.
Оцінка особистісних характеристик потрібна, щоб зрозуміти чи володіє кандидат достатніми для роботи універсальними соціальними навичками, наскільки вмотивований, які цілі перед собою ставить і як їх досягає.

## Типи питань на співбесіді
Питання поділяють на такі категорії:
- Ситуаційні
- Поведінкові
- Довідкові
- Аналітичні

Для успішного проходження співбесіди, кандидатам радять попередньо готуватися. Потрібно продумати відповіді на типові питання на співбесіді, сформувати декілька резюмуючих речень про себе та свій досвід, чітко визначитися зі своїми вимогами до вакансії. 
Не менш важливими на співбесіді є питання від кандидата до інтерв'юера. HR-менеджери звертають увагу на зацікавленість кандидата роботою.